# 中国生态学学会
中国生态学学会（英語：Ecological Society of China），于1979年12月在昆明成立，是由中华人民共和国生态科学技术工作者组成的学术组织，隶属于中国科学技术协会，1984年作为团体会员加入国际生态学会。现住所为北京市海淀区，挂靠在中国科学院生态环境研究中心。

## 历届理事长
- 第一届：马世骏
- 第二届：马世骏
- 第三届：孙儒泳
- 第四届：陈昌笃
- 第五届：王祖望
- 第六届：李文华
- 第七届：王如松
- 第八届：刘世荣
- 第九届：刘世荣[2]
- 第十届：欧阳志云[3]

## 主办刊物
- 《生态学报》
- 《应用生态学报》
- 《生态学杂志》
- 《湿地科学》
- Ecosystem Haelth and Sustainability
- Journal of Forestry Research
- Journal of Resources and Ecology
- Ecological Processes[1]

## 颁发奖项
- 马世骏生态科技成就奖
- 生态青年科技奖
- 生态科学技术进步奖[4]